# 埃爾倫巴赫河 (安勞特河支流)
49°02′57″N 11°08′03″E / 49.04909°N 11.13424°E
埃爾倫巴赫河（德語：Erlenbach），是德國的河流，位於該國東南部，由巴伐利亞負責管轄，屬於安勞特河的左支流，流經魏森堡-貢岑豪森縣，河道全長2.2公里。